# Angharad Rees
Angharad Rees, CBE (* 16. Juli 1949 in Cardiff, Wales; † 21. Juli 2012 in London, England) war eine britisch-walisische Schauspielerin.

## Leben

### Ausbildung und Theater
Angharad Mary Rees wurde in Wales geboren. Ihr Vater, Professor Linford Rees, Commander of the British Empire, war ein anerkannter Psychiater und Hochschullehrer; er leitete später die erste Fachabteilung für „Psychologische Medizin“ am Bart’s Hospital in London.
Sie besuchte die private Commonweal Lodge School in Surrey; dort litt sie unter Dyslexie. Im Alter von 16 Jahren ging sie nach Paris und studierte dort zwei Semester an der Sorbonne. Sie erhielt ein Stipendium für das Rose Bruford Drama College in Surrey; dort absolvierte Rees ihre Schauspielausbildung. Zeitweise studierte sie auch an der Universität Madrid; in dieser Zeit gab sie Englisch-Unterricht an einer psychiatrischen Klinik in Madrid.
Mitte der 1960er Jahre begann ihre Bühnenlaufbahn, zunächst als Inspizientin und Schauspielerin am West Cliff Theatre in Clacton-on-Sea, Essex. Anschließend spielte sie an einigen Repertoiretheatern. Als Theaterschauspielerin wurde sie vor allem durch ihre Rollen in Shakespeare-Stücken bekannt: Perdita in Das Wintermärchen (Old Vic Theatre, London), Ophelia in Hamlet, Julia in Romeo und Julia, Hermione in Das Wintermärchen und die Königin Isabella in Richard II.; für das Fernsehen spielte sie 1978 auch die Celia in Wie es euch gefällt, an der Seite von Helen Mirren (als Rosalinde).
Weitere Theaterauftritte hatte sie im Londoner West End in dem Theaterstück It's a Two Feet Six Inches Above the Ground World von Kevin Laffan (Wyndham’s Theatre, 1970), in einer Bühnenfassung des Romans Eine Handvoll Staub von Evelyn Waugh (Epic Theatre), als Sybil Vane und als Herzogin von Monmouth in einer Bühnenfassung des Romans Das Bildnis des Dorian Gray (Greenwich Theatre, London, 1975) und als Patricia Smith in der Komödie Die Millionärin von George Bernard Shaw (Royal Haymarket Theatre, London, 1978–1979). Unter der Regie von Sir Peter Hall trat sie in einer Inszenierung der Salon-Komödie Ein idealer Gatte auf; mit dieser Produktion ging Rees auch auf Tournee.

### Fernsehen und Film
Ihr Fernsehdebüt gab Rees 1968 als Stubenmädchen in einer BBC-Produktion des Theaterstücks Mensch und Übermensch von George Bernard Shaw; ihre Partner waren Maggie Smith und Eric Porter. Größere Aufmerksamkeit erreichte sie erstmals 1969 mit der Rolle der Marie Melmotte in dem Fernsehfilm The Way We Live Now, einer Fernsehadaption des gleichnamigen Romans von Anthony Trollope. 1974 verkörperte sie die Tochter von Winston Churchill, Sarah Churchill, in dem Fernsehfilm The Gathering Storm; ihr Partner als Winston Churchill war Richard Burton. In dem Horrorfilm Der Fluch des Tut-ench-Amun, einer britisch-amerikanischen Fernseh-Koproduktion, war sie 1980 als Lady Evelyn Herbert zu sehen.
Ihre bekannteste Fernsehrolle hatte sie von 1975 bis 1977 in der britischen, in der Zeit nach der Französischen Revolution spielenden, historischen Fernsehserie Poldark. Sie spielte, an der Seite von Robin Ellis, die eigenwillige Demelza, ein ehemaliges Dienstmädchen, der es gelingt trotz ihrer niedrigen Herkunft den Gutsherren Ross Poldark zu heiraten.
Rees übernahm außerdem Episodenrollen und Gastrollen in zahlreichen britischen Fernsehserien, unter anderem in Mit Schirm, Charme und Melone (1968), Paul Temple (1970) an der Seite von Francis Matthews und Ros Drinkwater, Doctor in Charge (1972; 1973), Crown Court (1973), später dann in The Forgotten Story (1983), Master of the Game (1984), Remington Steele (1985), in der Sitcom Close to Home (1989–1990; als Helen De Angelo, die frühere und wiederverheiratete Ehefrau des Tierarztes James Shepherd) und in Trainer (1992; als Caroline Farrell, die das Zusammenleben mit ihrem trunksuchtigen und dem Glücksspiel verfallenen Ehemann Freddie bewältigen muss).
Rees hatte auch einige wenige Rollen in Kinofilmen. In dem Horrorfilm Hände voller Blut, einer Produktion aus der Serie der Hammer-Filme, spielte sie 1971, an der Seite von Eric Porter, in der Rolle der Anna die mörderische Tochter von Jack the Ripper. 1972 übernahm sie, neben Elizabeth Taylor und Richard Burton, die Rolle der Gossamer Beynon in dem Spielfilm Unter dem Milchwald; sie verkörperte die Tochter des Schlachters Beynon.
In der französisch-britischen Ko-Produktion La petite fille en velours bleu (The Little Girl In Blue Velvet) spielte sie 1978 unter der Regie von Alan Bridges die Rolle der Macha in einer internationalen Besetzung mit Michel Piccoli, Claudia Cardinale, Lara Wendel, Umberto Orsini und Alexandra Stewart.

## Ehrungen und Auszeichnungen
Rees war Honorary Fellow des Royal Welsh College of Music and Drama. 2004 wurde sie zum Commander des Order of the British Empire ernannt.
Ein Pub in Pontypridd, das Angharad's, trägt ihren Namen.

## Privates
Rees war in erster Ehe von September 1973 bis 1994 mit dem britischen Schauspieler Christopher Cazenove verheiratet; aus der Ehe gingen zwei Söhne, Linford (* 1974) und Rhys William (* 1976), hervor. Der ältere Sohn Linford starb 1999 im Alter von 25 Jahren bei einem Autounfall auf der Motorway M11 in Essex. Rees und Cazenove traten gemeinsam mit ihren Kindern auch in Werbespots für Nescafé auf. 1981 gab Rees ihre Schauspielkarriere zunächst weitgehend auf, um sich der Familie und der Kindererziehung zu widmen. Sie arbeitete in dieser Zeit als Sprach-Coach und gab Rhetorik-Kurse für Geschäftsleute.
Ihre mehrjährige, auch öffentlich bekanntgemachte Beziehung mit dem Schauspieler Alan Bates endete 2002.
2005 heiratete sie in zweiter Ehe den britischen Adeligen David Malcolm McAlpine (* 1946), den Bruder von Alastair McAlpine, dem früheren Schatzmeister der Conservative Party.
2005 gründete sie ihre eigene Schmuckdesign-Firma, Angharad, mit Firmensitz im Londoner Stadtbezirk Belgravia und einem Geschäft in Knightsbridge. Ihre Arbeit als Schmuck-Designerin bezeichnete Rees selbst einmal als „therapeutisch“. Sie entwarf Halsketten und Ohrringe für den Kinofilm Elizabeth – Das goldene Königreich (2007), mit Cate Blanchett in der Hauptrolle.
Rees starb im Alter von 63 Jahren, im Kreise ihrer Familie in ihrem Haus in London im Stadtbezirk Kensington and Chelsea an Bauchspeicheldrüsenkrebs.

## Filmografie (Auswahl)
- 1968: BBC Play of the Month: Man and Superman
- 1968: Mit Schirm, Charme und Melone (The Avengers) (Fernsehserie, 1 Folge)
- 1969: The Way We Live Now (Fernsehfilm)
- 1969: Doctor in the House (Fernsehserie, 1 Folge)
- 1970: Paul Temple (Fernsehserie, 1 Folge)
- 1970: Das Geheimnis von Schloß Thornfield (Jane Eyre) (Fernsehfilm)
- 1971: Hände voller Blut (Hands of the Ripper)
- 1972: Unter dem Milchwald (Under Milk Wood)
- 1972: Kein Pardon für Schutzengel (The Protectors) (Fernsehserie, 1 Folge)
- 1972; 1973: Doctor in charge (Fernsehserie, 3 Folgen)
- 1973: Die tödliche Vision (Baffled!) (Fernsehfilm)
- 1973: Love Story (Fernsehserie, 1 Folge)
- 1973: Crown Court (Fernsehserie, 2 Folgen)
- 1974: Thriller (Fernsehserie, 1 Folge)
- 1975–1977: Poldark (Fernsehserie)
- 1978: La petite fille en velours bleu (The Little Girl In Blue Velvet)
- 1978: As You Like It (Fernsehverfilmung)
- 1980: Der Fluch des Tut-ench-Amun (The Curse of King Tut's Tomb)
- 1983: The Forgotten Story (Fernsehserie, 6 Folgen)
- 1984: Master of the Game (Fernsehserie, 3 Folgen)
- 1985: Remington Steele (Fernsehserie, 2 Folgen)
- 1989–1990: Close to Home (Fernsehserie)
- 1992: Trainer (Fernsehserie, 8 Folgen)
- 1998: The Wolves of Kromer